# Live in San Diego (Eric Clapton)
Live in San Diego (sottotitolato With Special Guest JJ Cale) è il tredicesimo album dal vivo del musicista britannico Eric Clapton, pubblicato nel 2016 ma registrato nel 2007.

## Il disco
Vede la partecipazione di J. J. Cale in alcune tracce (sue composizioni) e in una tratta dalla collaborazione con lo stesso Clapton giusto  un anno prima: The Road to Escondido (2006).

## Tracce
1. Tell the Truth
2. Key to the Highway
3. Got to Get Better in a Little While
4. Little Wing
5. Anyday
6. Anyway the Wind Blows (con J. J. Cale)
7. After Midnight (con J. J. Cale)
8. Who Am I Telling You? (con J. J. Cale)
9. Don't Cry Sister (con J. J. Cale)
10. Cocaine (con J. J. Cale)
11. Motherless Children
12. Little Queen of Spades
13. Further on Up the Road
14. Wonderful Tonight
15. Layla
16. Crossroads (con Robert Cray)